# Staffan Abeleen
Staffan Ola Abeleen, (Estocolmo, Suecia, 2 de abril de 1940 – Estocolmo, 15 de septiembre de 2008) fue un pianista, músico de jazz y director de orquesta sueco.

## Biografía
Su carrera musical, incluye varias grabaciones tanto en EP como en LP, siendo uno de sus discos más conocidos "Sweet Alva". Abeleen era parte de la escena del jazz sueco, En el quinteto de Abeleen incluía a Lasse Farnlöf en la trompeta, Bjorn Netz en el saxofón, Bosse Skugland en la batería y Paul Danielsson en el bajo. Este grupo grabó en Estocolmo el 21 de febrero de 1966. 
En 1960, Abeleen formó un quinteto de jazz con Lars Färnlöf, Björn Netz, Sven Skantz y Fredrik Norén. Juntos fueron frecuentemente contratados por tanto Åke Falck como Monica Zetterlund. Después de cuatro años de dedicación a tiempo completo, continuó tocando mientras trabajaba como profesor de pedagogía. Realizó varias grabaciones de discos.
Staffan Abeleen está enterrado en el Cementerio del Norte, fuera de Estocolmo.